# Rhyacophila depressa
Rhyacophila depressa är en nattsländeart som beskrevs av Martynov 1910. Rhyacophila depressa ingår i släktet Rhyacophila och familjen rovnattsländor. Inga underarter finns listade i Catalogue of Life.